# Deuterotinea tauridella
Deuterotinea tauridella is een vlinder uit de onderfamilie Eriocottinae van de familie Eriocottidae. De wetenschappelijke naam is voor het eerst geldig gepubliceerd in 1845 door Achille Guenée.